# Wow!!!
Wow!!! è un album Qdisc di Marina Barone, pubblicato con lo pseudonimo Beba Barone. Prodotto e stampato nel 1984 su LP dall'etichetta discografica milanese Green Records/Duck Record e distribuito dalla Durium.

## Tracce
Lato A
1. Tre settimane – 4:01 (Pesce, Presti, Damele, Delfino)
2. Panama – 3:37 (Pesce, Cafasso, Damele, Delfino)

Durata totale: 7:38
Lato B
1. Vale – 4:03 (Pesce, Presti, Damele, Delfino)
2. Felicità – 3:28 (M. Barone, M. Natale, L. Panariello)

Durata totale: 7:31

## Crediti
- Bruno Barbone: produzione artistica
- Franco Delfino e Gino Panariello:  arrangiamenti (per il brano Felicità)